# Brunettia aliceae
Brunettia aliceae är en tvåvingeart som beskrevs av Duckhouse 1991. Brunettia aliceae ingår i släktet Brunettia och familjen fjärilsmyggor.
Artens utbredningsområde är Nya Kaledonien. Inga underarter finns listade i Catalogue of Life.